# Ramiro Cerezo
Ramiro Cerezo (Buenos Aires, 25 de noviembre de 1975) es un cantante de rock argentino, conocido por ser el vocalista y cofundador del grupo Pier, con el que ha editado 12 trabajos discográficos y dos DVD. Es hermano de Agustín, guitarrista y cofundador de la banda. Además, ha compuesto muchas de sus canciones.
Estuvo casado con la periodista y presentadora de televisión Gisela Marziotta.

## Discografía
Los dos primeros discos fueron grabados de forma independiente.[cita requerida] En los tres siguientes recibieron el apoyo de la compañía Soy Rock - Pop Art; y en Rock en Monsterland, la de Sony/BMG.
- La Codiciada - 1999[4]
- El Fuego Sagrado - 2000[5]
- Gladiadores del Rock - 2001[6]
- Seguir Latiendo - 2004[7]
- Alucinados Como la Primera Vez - 2006[8]
- Rock en Monsterland - 2007[9]
- Popular Mística - 2009[10]
- La ilusión que me condena (Recopilatorio) - 2010[11]
- Desde las sombras (CD + DVD) - 2011[12]
- La codiciada - 2012[13]
- Brindaremos - 2014
- La Emoción de la Oveja Negra - 2018
- Flores de Rock and Roll (CD + DVD) - 2020
- Conexión - 2023